# Pauley Perrette
Pauley Perrette (født 27. marts 1969) er en amerikansk skuespillerinde, kendt for rollen Abigail Sciuto i NCIS. Hun er også forfatter og borgerrettighedsfortaler.

## Tidligere liv
Perrette er født i New Orleans og er opvokset i syd USA. Hun har fortalt Craig Ferguson, i The Late Late Show, at hun har boet i Georgia, Alabama, Tennessee, North Carolina, South Carolina, New York, New Jersey og Californien.